# 김문근
김문근(金汶根, 1801년 11월 25일 ~ 1863년 11월 6일)은 조선 후기의 외척으로 철인왕후의 아버지이자 철종의 장인이다. 딸이 철종의 왕비로 책봉되면서 보국숭록대부 영돈녕부사 영은부원군(永恩府院君)을 지내고 군권을 장악했으며, 철종이 죽기 직전에 죽어 사후 대광보국숭록대부 의정부영의정에 증직되었으며 충순의 시호가 추서되었다.
자는 노부(魯夫), 호는 사교재(四敎齋), 시호는 충순(忠純), 본관은 신 안동이다. 영안부원군 풍고 김조순의 7촌조카이며, 이조판서 김수근의 아우이다. 별칭은 포물부원군이다.

## 생애

### 어린 시절
1801년 11월 25일에 태어났으며 할아버지는 장악원정 김이장(金履長)이고 생부는 부사 김인순이고 생모는 신일식(申日式)의 딸 평산신씨인데, 아들이 없던 큰아버지 목사 김이순에게 입양되어 문곡 김수항가문의 봉사손이 되었다. 친형은 이조판서를 지낸 김수근이고, 김병학, 김병국 형제의 삼촌이 된다. 김수항의 6대손으로, 김창집은 5대조, 김제겸은 그의 고조부가 된다. 경종 때 연잉군을 추대하려 했다는 이유로 사형당한 김성행이 그의 증조 할아버지가 된다.
형조판서를 지낸 이용수의 딸 연안이씨와 결혼했는데 일찍 죽었다. 연안이씨는 후에 증 연양부부인에 추증된다. 두번째 부인으로 민번현의 딸 여흥민씨와 재혼했는데, 후에 흥양부부인에 봉작된다. 흥양부부인 여흥민씨에게서 1남 1녀를 두었는데, 딸이 철인왕후 김씨가 된다.
1824년 순조가 희정당에서 낸 응제에 3등으로 합격하여 삼하(三下)를 받고, 사마시를 거치지 않고 유학의 자격으로 성균관에 입학하여, 관학유생이 되었다. 1830년(순조 30) 3월 효명세자가 춘당대에서 낸 응제에 합격하여 생원,진사시를 거치지 않고도 회시에 바로 응시할 수 있는, 직부회시(直赴會試)의 자격을 받았다.
헌종 때인 1841년 음서로 관직에 올라 그해 3월 선공감가감역이 된 뒤 병으로 물러났다가 4월 금부도사 등 여러 벼슬을 역임했다. 1842년(헌종 8) 헌릉직장(獻陵直長), 1843년 장원서별제, 1844년 한성부주부, 사직서령, 1845년 한성부판관 등을 거쳐 그해 6월 김화현감으로 나갔다. 김화현감 재직 시 선정비가 세워졌고, 1846년 10월 임기만료로 체직되었다. 1848년 별군직에 임명된 뒤 부사과가 되고 이어 충훈부 도사(忠勳府都事)가 되었다가 철종 즉위 후, 1851년(철종 2) 8월 승정원동부승지가 되었다.

### 철종의 국구
동부승지가 된 뒤 초간택과 재간택을 거쳐서 8월 24일 삼간택에서 순원왕후에 의해 그의 딸이 왕비로 확정, 책봉되자 일단 행부호군으로 전직되었다가 그해 음력 윤8월 24일 국구(國舅)로서 정일품 보국숭록대부로 승진, 영돈녕부사가 되고 영은부원군(永恩府院君)에 봉작되었다. 그 뒤 상의원제조, 금위대장, 단사대장(舟師大將), 총융사, 다시 금위대장, 호위대장, 훈련대장 등의 군사요직을 맡아 측근으로 철종을 보필하였고, 그 뒤 김좌근, 김수근 등과 함께 안동 김씨 세도의 새로운 중심인물로 떠올랐고, 영돈녕부사에 이르렀다. 이때 안동 김씨 세력은 조야에 크게 떨쳤다.
1860년 철종의 친삼촌이자 족보상 5촌인 풍계군 이당의 양자 경평군 이호가 판중추부사 김좌근 등과 그를 비판했다. 이때 그와 김좌근을 비판했다는 이유로 경평군 이호는 사헌부대사헌 서대순의 탄핵, 처벌 상소를 받고, 전라도 강진으로 유배된 뒤 군호를 박탈당하고 풍계군의 양자 자리에서 파양되었다. 그는 한대 김좌근, 김병국, 김병기 등과 함께 잠깐 도성 밖으로 퇴출되지만 철종의 명으로 곧 되돌아왔다.
1860년 12월 잠시 광주부유수가 되었다가 1개월만에 영돈녕부사로 다시 전임되었다. 1861년에는 다시 상의원제조에 임명되었다.

### 생애 후반
1862년 돈녕부도정 이하전이 세도가를 비판했다가 역모로 몰리자, 상소를 올려 이하전을 빨리 처분하라고 청하였다.
흥선대원군은 그의 조카인 김병국과 김병학 형제와 밀계를 맺고, 김병학의 딸을 왕비로 앉힌다는 조건으로 자신의 아들을 왕위로 올리는데 성공했다. 그러나 대원군은 집권한 뒤 안동 김씨와의 간택 약속을 파기했다.
1862년 비변사당상에 임명되었다. 그는 병석에 누운 사위 철종이 죽기 한달 전인 1863년 11월 6일 사망했다. 그는 실력과 능력, 재주 없이 집안의 힘으로 권력을 휘둘렀다는 비판을 받았지만, 그는 서예에 능하여 철종의 생조모 전산군부인 이씨 묘비문과 생부 전계대원군의 묘비문의 글을 직접 짓기도 했다.

### 사후
그가 죽자 철종은 왕명을 내려 그의 장사에 쓸 부기 일부를 수송하도록 하고, 성복일에는 승지를 보내 제사지내고, 예장 등속은 전례대로 하게 했다. 또한 특별히 3년간 녹봉을 그대로 지급하게 했다. 사후 11월 7일 바로 증 대광보국숭록대부 의정부 영의정 겸 영경연홍문관춘추관성균관관상감사에 증직되었다. 몸이 비대하여 포물부원군(包物府院君)이라는 별명이 있었다.
묘비문은 김병국이 썼고 1864년(고종 1) 1월 비석이 세워졌다. 후일 1873년(고종 10) 조카 김병학이 추가 사항을 새로 새겼다.
처음에 경기도 과천군 갈현에 안장했다가 뒤에 경기도 여주군 대신면 초현리 167-1, 아랫새재 마을 입구 우측 야산으로 이장하였다. 그의 묘소 근처에는 고조부 김제겸의 묘소가 있다.

## 작품
- 전산군부인 이씨 묘비명, 김포 통진
- 전계대원군 묘비명

## 기타
탐욕스러웠다는 평가가 있었다. 이재와 수완에 능하여 부를 축적하였다.
그의 사후 김좌근이 세도, 섭정을 겸하였으나 그해 12월 철종이 사망하면서 세도정치는 혁파되었다.

## 가계
- 증조부 : 김성행(金省行), 김제겸(金濟謙)의 아들
  - 조부 : 김이장(金履長)
    - 아버지 : 목사 김인순(金麟淳)
    - 어머니 : 한산이씨
    - 어머니 : 전주이씨 이관수의 딸
    - 어머니 : 신일식(申日式)의 딸
    - 양부이자 백부 : 김이순(金頤淳)
      - 형 : 김수근(金洙根, 1798 ~ 1854)
      - 형수 : 조진택(趙鎭宅)의 딸
      - 본처: 연양부부인 연안 이씨 - 형조판서 이용수의 딸
      - 후처 : 흥양부부인 여흥 민씨
        - 장남 : 김병필(金炳弼)
          - 손자 : 김흥규(金興圭)
            - 증손 : 김용진(金容鎭) - 김정규에게 입양됨

        - 장녀 : 철인왕후 김씨
        - 사위 : 조선 25대 국왕 철종
          - 손자 : 이융준(李隆俊)

      - 사돈 : 전계대원군

## 같이 보기
- 세도 정치
- 김조순
- 조만영
- 철종
- 철인왕후
- 김조근

| 전임 김좌근 | 조선의 상급 국상 1854년 10월 23일 ~ 1863년 음력 10월 | 후임 흥선대원군 |